# محمد بلبشير الحسني
محمد بلبشير الحسني دكتور، أستاد، باحث وقيدوم الدراسات الإسلامية بالمغرب ورئيس لجنة التنسيق لشعب الدراسات الإسلامية بالمغرب، كان أول عميد لكلية الآداب بالرباط، أمين عام لرابطة الجامعات الإسلامية وأمين اللجنة الوطنية للتربية والثقافة والعلوم. يمثل للمملكة المغربية في المجلس التنفيذي الإسيسكو والإلسكو لسنين عديدة، كما شغل مدير ديوان وزير التربية الوطنية ومدير الحي الجامعي بالرباط سابقا.
في سنة 1980 حينما تقرر إحداث شعبة الدراسات الإسلامية كان رئيس هذه الشعبة، وقبلها كان رئيس شعبة اللغة العربية. حاضر في مؤتمرات متعددة في المغرب وخارجه، في إطار منظمات الإيسيسكو والإليسكو، ورابطة الجامعات الإسلامية. يعتبر من المدافعين عن اللغة العربية في المغرب.

## مؤلفاته
له عدة كتابات منها:
- مدونة القيم في القرآن والسنة
- «في سبيل تأصيل الإسلامية وتجديد الفكر».
- «المنهج القرآني في الدعوة والتبليغ».

## وصلات خارجية
- مقالات محمد بلبشير الحسني في ببليو إسلام.
- حوار مع الدكتور محمد بلبشير الحسني عن واقع اللغة العربية في المغرب حوار نشر في جريدة التجديد، من موقع شبكة صوت العربية.